# Исчезнувшие населённые пункты Владимирской области
Исчезнувшие населённые пункты Владимирской области — перечень прекративших существование населённых пунктов на территории современной Владимирской области. За 1948—1993 гг. из учётных списков решениями Владимирского областного Совета народных депутатов и его исполнительного комитета исключено более тысячи поселений.
В силу разных причин они были покинуты жителями, или включены в состав других населённых пунктов.

## История
Первое включение населённых пунктов произошло в 1948 г. — в черту рабочего посёлка Никологоры. С середины 1950-х гг., после того, как сельчанам начали выдавать паспорта и справки в случае их выезда в города и посёлки, до середине 1960-х гг. происходило массовое исключение из учётных данных населённых пунктов. Переезду населения из сельских населенных пунктов способствовало укрупнение колхозов и совхозов, кампания по разделению населенных пунктов на перспективные и малоперспективные.

## Перечень
В перечне приводится нормализованное название, род объекта (если известен), варианты его названия, адм.-терр. принадлежность (с/с = сельсовет), далее идет номер решения Владимирского облисполкома, обоснование решения (если не указано — то «как фактически не существующий»), и пр.

### Александровский район
- Аксентьево, д., Бакшеевский с/с,  № 1493 от 31.12.1971.
- Артемьево, д., Долгопольский с/с,  № 1493 от 31.12.1971.
- Астафьево, д., Дубровский с/с,  № 1086 от 22.09.1965.
- Бабицево, д.
- Балакирево, д., Балакиревский с/с,  № 773 от 26.06.1974. Объединена с пос. Балакирево.
- Барак квартала № 24, Балакиревский с/с,  № 1086 от 22.09.1965.
- Белозерово, д., Елькинский с/с,  № 117 от 03.02.1971.
- Березники, Годуновский с/с,  № 319 от 16.05.1986.
- Берёзовка, д., Следневский с/с,  № 441 от 21.04.1977.
- Боганы, д., Андреевский с/с,  № 1493 от 31.12.1971.
- Большие Пастбища, Бакшеевский с/с,  № 319 от 16.05.1986.
- Борково, д., Бакинский с/с,  № 1086 от 22.09.1965.
- Булково, д., Андреевский с/с,  № 1493 от 31.12.1971.
- Бутырки, Андреевский с/с,  № 319 от 16.05.1986.
- Варгашево, д., Ивано-Соболевский с/с,  № 1086 от 22.09.1965. Объединена с д. Елькино.
- Вельяминово, д., Долгопольский с/с,  № 1086 от 22.09.1965.
- Головеново, Краснопламенский с/с,  № 319 от 16.05.1986.
- Горбуниха, д., Ивано-Соболевский с/с,  № 1086 от 22.09.1965. Объединена с с. Ивано-Соболево.
- Горская мельница, пос., Андреевский с/с,  № 1086 от 22.09.1965.
- Гремячево, д., Елькинский с/с,  № 117 от 03.02.1971.
- Губкино, Лизуновский с/с,  № 441 от 21.04.1977.
- Двойнино, д., Обашевский с/с,  № 773 от 26.06.1974.
- Детского санатория, пос., Лизуновский с/с,  № 586 от 11.06.1979. Объединен с д. Перематкино.
- Дичково, д., Бакшеевский с/с,  № 1086 от 22.09.1965. Объединена с с. Афанасьево.
- Домкино, Краснопламенский с/с,  № 586 от 11.06.1979.
- Дубровы (Дубравы, Дуброва), Краснопламенский с/с,  № 441 от 21.04.1977.
- Дуднино, д., Новоселковский с/с,  № 1493 от 31.12.1971.
- Елизарка, Обашевский с/с,  № 441 от 21.04.1977.
- Дьяково, с.
- Жилино, Годуновский с/с,  № 382 от 15.04.1981.
- Жуково, д., Долматовский с/с,  № 1086 от 22.09.1965.
- Заречье, д., Балакиревский с/с,  № 441 от 21.04.1977. Объединена с с. Рюминское.
- Заречье, с., Елькинский с/с,  № 441 от 21.04.1977. Объединено с с. Бакино.
- Зубцово, д., Балакиревский с/с,  № 1493 от 31.12.1971.
- Иваньково, д., Балакиревский с/с,  № 319 от 16.05.1986.
- Ивашково, с., в настоящее время территория дома отдыха.
- Игнатьево, д., Бакшеевский с/с,  № 326 от 31.03.1966.
- Калинино, д., Балакиревский с/с,  № 773 от 26.06.1974.
- Кандалиха, д., Годуновский с/с,  № 773 от 26.06.1974.
- Кобяково, сельцо, вторая половина XIX века
- Колачево, д., Андреевский с/с,  № 1086 от 22.09.1965.
- Колычиха, д., Арсаковский с/с,  № 1086 от 22.09.1965.
- Кондратьево, лесная сторожка, Балакиревский с/с,  № 1086 от 22.09.1965.
- Краинка, д., Андреевский с/с,  № 1086 от 22.09.1965.
- Красный, пос., Арсаковский с/с,  № 441 от 21.04.1977. Объединен с д. Брыковы Горы.
- Кряженково, лесная сторожка, Балакиревский с/с,  № 1086 от 22.09.1965.
- Кузнецово, д., Тирибровский с/с,  № 117 от 03.02.1971.
- Куншово, лесная сторожка, Балакиревский с/с,  № 1086 от 22.09.1965.
- Курманиха, Елькинский с/с,  № 586 от 11.06.1979.
- Лесная сторожка квартала № 85, Романовский с/с,  № 1086 от 22.09.1965.
- Локотково, д., Андреевский с/с,  № 773 от 26.06.1974.
- Мазлово, Балакиревский с/с,  № 319 от 16.05.1986.
- Макаровка, Елькинский с/с,  № 441 от 21.04.1977 и № 382 от 15.04.1981.
- Макарово, д.
- Малые Пастбища, Бакшеевский с/с,  № 586 от 11.06.1979.
- Мистрино, Краснопламенский с/с,  № 441 от 21.04.1977.
- Неумоино, Краснопламенский с/с,  № 382 от 15.04.1981.
- Новинки-Надозерские, д., Бакшеевский с/с,  № 644 от 07.09.1960. Включена в черту г. Александрова.
- Новинская дача, д., Бакшеевский с/с,  № 773 от 26.06.1974.
- Новлянское, д., Годуновский с/с,  № 117 от 03.02.1971. Объединена с с. Годуново.
- Новосёлка, Годуновский с/с,  № 319 от 16.05.1986.
- Осейка, д., Тирибровский с/с,  № 1086 от 22.09.1965.
- Павловское, с., Долгопольский с/с,  № 1086 от 22.09.1965.
- Папино, д.
- Пеньево, Бакшеевский с/с,  № 586 от 11.06.1979.
- Пестрецово, д., Дуденевский с/с,  № 1086 от 22.09.1965.
- Петрово, с., Долматовский с/с,  № 1086 от 22.09.1965.
- Петровское, Годуновский с/с,  № 382 от 15.04.1981.
- Печкур, д., Каринский с/с,  № 1086 от 22.09.1965.
- Податнево, Андреевский с/с,  № 441 от 21.04.1977.
- Попова гора, д., Дуденевский с/с,  № 117 от 03.02.1971.
- Потопиха, д., Тирибровский с/с,  № 1086 от 22.09.1965. Объединена с д. Дубна.
- Раево, д., Долгопольский с/с,  № 773 от 26.06.1974.
- Рычково, д.
- Ряскино, д., Махринский с/с,  № 350 от 28.06.1988.
- Селютинка, Майский с/с,  № 586 от 11.06.1979.
- Снопово, н.п., Елькинский с/с,  № 681 от 27.07.1982. Включен в черту г. Александрова.
- Татариново, Искровский с/с,  № 441 от 21.04.1977 и № 382 от 15.04.1981.
- Терешино, Обашевский с/с,  № 382 от 15.04.1981.
- Топориха, Каринский с/с,  № 586 от 11.06.1979.
- Туханка, д., Антоновский с/с,  № 117 от 03.02.1971.
- Федоровской мельницы, пос., Романовский с/с,  № 1086 от 22.09.1965.
- Федосово, Годуновский с/с,  № 382 от 15.04.1981.
- Федяево, Елькинский с/с,  № 586 от 11.06.1979.
- Филелейка, д., Дубровский с/с,  № 1086 от 22.09.1965.
- Хомлево, д., Дуденевский с/с,  № 1086 от 22.09.1965.
- Хохряковка, д., Бакшеевский с/с,  № 1493 от 31.12.1971.
- Хрущево, д., Андреевский с/с,  № 773 от 26.06.1974.
- Чуркино, д., Долгопольский с/с,  № 1086 от 22.09.1965.
- Юренино, Елькинский с/с,  № 441 от 21.04.1977.
- Ягодная, Годуновский с/с,  № 382 от 15.04.1981.
- Ям, Каринский с/с,  № 319 от 16.05.1986.
- Ясная Поляна, н.п., Балакиревский с/с,  № 288 от 17.03.1977. Включен в черту р. п. Балакирево.
- Яхонино, д., Искровский с/с,  № 117 от 03.02.1971.

### Вязниковский район
- Акиньшино, Барско-Татаровский с/с,  № 778 от 23.11.1983.
- Акулиха, д., Буторлинский с/с, 1)  № 1091 от 23.09.1965 и № 151 от 14.02.1966. Переименована в д. Елкино. 2)  № 329 от 02.04.1973.
- Антоново, д.
- Арменово, Паустовский с/с,  № 110 от 05.02.1981.
- Архидьяконово, с.
- Афонасово, Шатневский с/с,  № 319 от 16.05.1986.
- Афонинская, Приозерный с/с,  № 319 от 16.05.1986.
- Бабье, лесная сторожка, Козловский с/с,  № 329 от 02.04.1973.
- Балаши, Эдонский с/с,  № 319 от 16.05.1986.
- Басаргино, д., Степанцевский с/с,  № 322 от 04.07.1989.
- Березовка, д., Шатневский с/с,  № 947 от 17.08.1970 и № 329 от 02.04.1973.
- Большевик, пос., Никологорский поссовет,  № 737 от 29.11.1959. Включен в черту р.п. Никологоры.
- Большое Мерзлеево, д.
- Бортниково, Барско-Татаровский с/с,  № 319 от 16.05.1986.
- Булдаково, Эдонский с/с,  № 319 от 16.05.1986.
- Быльцино, Илевниковский с/с,  № 778 от 23.11.1983.
- Вантино, Илевниковский с/с,  № 778 от 23.11.1983.
- Варварино, д.
- Васцино, Галкинский с/с,  № 682 от 30.06.1977.
- Вербец, лесная сторожка, Малоудольский с/с,  № 329 от 02.04.1973.
- Воробьёвка, хутор, Пролетарский с/с,  № 319 от 16.05.1986. Объединен с д. Воробьевка.
- Воронино, д.,  № 393 от 08.04.1948. Включена в черту р.п. Никологоры.
- Ворошилиха, Барско-Татаровский с/с,  № 682 от 30.06.1977.
- Гавриха, Барско-Татаровский с/с,  № 682 от 30.06.1977.
- Гладнево, Шатневский с/с,  № 319 от 16.05.1986.
- Глинищи, хутор, Пролетарский с/с,  № 319 от 16.05.1986. Объединен с д. Глинищи.
- Головастово, д.
- Голышево, д., Эдонский с/с, 1)  № 1086 от 22.09.1965. Объединена с с. Голышево. 2)  № 322 от 04.07.1989.
- Горки, д., Сарыевский с/с,  № 151 от 14.02.1966.
- Городищи, д., Буторлинский с/с,  № 1086 от 22.09.1965.
- Городок, д.
- Грибастово, Большевысоковский с/с,  № 778 от 23.11.1983.
- Губино, д., Барско-Татаровский с/с,  № 329 от 02.04.1973.
- Дворики, д., Большевысоковский с/с,  № 329 от 02.04.1973.
- Дегтярня, д., Мало-Удольский с/с,  № 350 от 28.06.1988.
- Демаково, Сарыевский с/с,  № 682 от 30.06.1977.
- Демаково, Станковский с/с,  № 319 от 16.05.1986.
- Демидиха, Малоудольский с/с,  № 778 от 23.11.1983.
- Деминская, д.
- Деревнищи, лесная сторожка, Малоудольский с/с,  № 329 от 02.04.1973.
- Долгово, д., Сарыевский с/с,  № 322 от 04.07.1989.
- Дорки, д., Большевысоковский с/с,  № 947 от 17.08.1970.
- Елисеево, д., Галкинский с/с,  № 322 от 04.07.1989.
- Ефимьево, н.п., Нововязниковский поссовет,  № 97 от 05.02.1968. Включен в черту г. Вязники.
- Жары-Попково, д., Сарыевский с/с,  № 947 от 17.08.1970 и № 329 от 02.04.1973.
- Жуково, Козловский с/с,  № 778 от 23.11.1983.
- Залесье, Степанцевский с/с,  № 319 от 16.05.1986.
- Заовражная, д., Барско-Татаровский с/с,  № 329 от 02.04.1973.
- Захарово, д., Большевысоковский с/с,  № 322 от 04.07.1989.
- Зашиха, д., Буторлинский с/с, 1)  № 1091 от 23.09.1965. Переименована в д. Шмелево. 2)  № 682 от 30.06.1977.
- Зубариха, Барско-Татаровский с/с,  № 682 от 30.06.1977.
- Игнатцево, д., Большевысоковский с/с,  № 947 от 17.08.1970 и № 329 от 02.04.1973.
- Ильино, д.
- Ильинский, пог.
- Индрус, пог.
- Исаиха, Степанцевский с/с,  № 319 от 16.05.1986.
- Иславки, Шатневский с/с,  № 319 от 16.05.1986.
- Каньга, Степанцевский с/с, 1)  № 1091 от 23.09.1965. Переименована в д. Черемхово. 2)  № 682 от 30.06.1977.
- Каровашево, Большевысоковский с/с,  № 319 от 16.05.1986.
- Кика, д., Коурковский с/с,  № 1091 от 23.09.1965.
- Кобяково, Козловский с/с,  № 778 от 23.11.1983.
- Коломиха, д., Октябрьский с/с,  № 947 от 17.08.1970 и № 329 от 02.04.1973.
- Колотилово, пос., Малоудольский с/с,  № 778 от 23.11.1983.
- Колошино, д., Лукновский поссовет,  № 350 от 28.06.1988.
- Комары, Большевысоковский с/с,  № 778 от 23.11.1983.
- Копылиха, д., Шатневский с/с,  № 151 от 14.02.1966.
- Коробы, Барско-Татаровский с/с,  № 319 от 16.05.1986.
- Коровино, Галкинский с/с,  № 778 от 23.11.1983.
- Коровская, Степанцевский с/с,  № 319 от 16.05.1986.
- Коротиха, д., Шатневский с/с,  № 1086 от 22.09.1965.
- Костенево, Сарыевский с/с,  № 682 от 30.06.1977.
- Кочнево, Степанцевский с/с,  № 319 от 16.05.1986.
- Крапивино, Шатневский с/с,  № 319 от 16.05.1986.
- Круглицы, Козловский с/с,  № 778 от 23.11.1983.
- Крюковка, Приозерный с/с,  № 778 от 23.11.1983.
- Крюковка, д., Шатневский с/с,  № 329 от 02.04.1973.
- Курмыш, д., Барско-Татаровский с/с,  № 773 от 26.06.1974.
- Кщара, лесной кордон, Малоудольский с/с,  № 682 от 30.06.1977.
- Лаврушино, д.
- Лапаиха, лесная сторожка, Малоудольский с/с,  № 319 от 16.05.1986.
- Лапино, Шатневский с/с,  № 319 от 16.05.1986.
- Левино, с.
- Липки, д., Степанцевский с/с,  № 322 от 04.04.1989.
- Лисиха, д., Буторлинский с/с,  № 151 от 14.02.1966.
- Ломки, д., Илевниковский с/с,  № 350 от 28.06.1988.
- Лосье, Барско-Татаровский с/с,  № 778 от 23.11.1983.
- Лохово, д., Сергиево-Горский с/с,  № 947 от 17.08.1970 и № 329 от 02.04.1973.
- Лужки, д., Илевниковский с/с,  № 322 от 04.07.1989.
- Лужки, д., Эдонский с/с,  № 947 от 17.08.1970 и № 329 от 02.04.1973.
- Лукино, д., Барско-Татаровский с/с,  № 329 от 02.04.1973.
- Луниха, Степанцевский с/с,  № 682 от 30.06.1977.
- Луховка, лесная сторожка, Козловский с/с,  № 778 от 23.11.1983.
- Лучкино, Эдонский с/с,  № 319 от 16.05.1986.
- Малахово, д., Шатневский с/с,  № 151 от 14.02.1966.
- Малое Быкасово, д., Сергиево-Горский с/с,  № 322 от 04.07.1989.
- Малое Мерзлеево, д.
- Малое Поздняково, Шатневский с/с,  № 319 от 16.05.1986.
- Малое Филисово, д.
- Медведево, д., Барско-Татаровский с/с,  № 1086 от 22.09.1965. Объединена с д. Семейкино.
- Межаково, Эдонский с/с,  № 319 от 16.05.1986.
- Мелехово, д.
- Митинская, д., Барско-Татаровский с/с.
- Михалево, Шатневский с/с,  № 319 от 16.05.1986.
- Михалково, Степанцевский с/с,  № 319 от 16.05.1986.
- Мочалищи, Большевысоковский с/с,  № 319 от 16.05.1986.
- Мякушино, Шатневский с/с,  № 319 от 16.05.1986.
- Назариха, д., Станковский с/с,  № 947 от 17.08.1970 и № 773 от 26.06.1974.
- Напалиха, д., Барско-Татаровский с/с,  № 350 от 28.06.1988.
- Николо-Дебри, пог.
- Носково, Барско-Татаровский с/с,  № 682 от 30.06.1977.
- Овинищи, д., Степанцевский с/с,  № 322 от 04.07.1989.
- Огарково, д., Осинковский с/с,  № 329 от 02.04.1973.
- Осиновая Грива, пос., Козловский с/с,  № 1086 от 22.09.1965.
- Палкино, д., Сарыевский с/с,  № 151 от 14.02.1966.
- Переродово, д.
- Пестриково-сторожка, д., Мало-Удольский с/с,  № 1086 от 22.09.1965.
- Пестриково, д., Мало-Удольский с/с,  № 350 от 28.06.1988.
- Пешково, Буторлинский с/с,  № 682 от 30.06.1977.
- Пигалиха, д.
- Платуниха, д.
- Погарицы, д., Козловский с/с,  № 151 от 14.02.1966.
- Полевая Андреевка, Приозерный с/с,  № 778 от 23.11.1983.
- Поредово, лесная сторожка, Малоудольский с/с,  № 151 от 14.02.1966.
- Почайка, пос., Малоудольский с/с,  № 682 от 30.06.1977.
- Путятино, д., Шатневский с/с,  № 626 от 30.07.1962.
- Рамень, Малоудольский с/с,  № 319 от 16.05.1986.
- Родиониха, д., Барско-Татаровский с/с,  № 947 от 17.08.1970 и № 329 от 02.04.1973.
- Саварня, пог.
- Свиново, д.
- Селифоново, Приозерный с/с,  № 110 от 05.02.1981.
- Семейкино, Барско-Татаровский с/с,  № 319 от 16.05.1986.
- Семынь, д., Барско-Татаровский с/с,  № 350 от 28.06.1988.
- Сергие-Пузо, с.
- Симбирка, Малоудольский с/с,  № 778 от 23.11.1983.
- Синицыно, д., Осинковский с/с,  № 329 от 02.04.1973.
- Синяткино, д., ------,  № 393 от 08.04.1948. Включена в черту р.п. Никологоры.
- Совхоза «Вперед», центральная усадьба, Нововязниковский поссовет,  № 59 от 02.04.1992. Включена в черту г. Вязники.
- Сосновка, д., Барско-Татаровский с/с,  № 350 от 28.06.1988.
- Спас-Иваново, с.
- Спас-Преображение, с.
- Степанцево, н.п., Степанцевский с/с,  № 626 от 30.07.1962. Включен в черту р.п. Стёпанцево.
- Суворово, д.
- Сырая, Галкинский с/с,  № 778 от 23.11.1983.
- Третьяковка, д., Осинковский с/с,  № 151 от 14.02.1966.
- Третьяково, Паустовский с/с,  № 110 от 05.02.1981.
- Удельно-Рыкино, д., Станковский с/с,  № 947 от 17.08.1970 и № 329 от 02.04.1973.
- Федорково, Барско-Татаровский с/с,  № 682 от 30.06.1977.
- Федосино, д., Шатневский с/с,  № 947 от 17.08.1970 и № 329 от 02.04.1973.
- Фомищи, н.п., Степанцевский с/с,  № 626 от 30.07.1962. Включен в черту р.п. Степанцево.
- Фронская, Буторлинский с/с,  № 682 от 30.06.1977.
- Холщево, д., Никологорский поссовет,  № 737 от 29.11.1959. Включена в черту р.п. Никологоры.
- Хомяковка, Осинковский с/с,  № 682 от 30.06.1977.
- Черемиска, Осинковский с/с,  № 778 от 23.11.1983.
- Чёрная Гора, д.
- Чернышево, д.
- Чистово, Сергиево-Горский с/с,  № 319 от 16.05.1986.
- Шаулино, д., Илевниковский с/с,  № 350 от 28.06.1988.
- Швари, д.
- Швариха, д., Коурковский с/с,  № 947 от 17.08.1970 и № 329 от 02.04.1973.
- Шелудково, д, Эдонский с/с,  № 322 от 04.07.1989.
- Шереметьево, д.
- Ширяиха, Осинковский с/с,  № 778 от 23.11.1983.
- Юхор, лесная сторожка, Козловский с/с,  № 319 от 16.05.1986.
- Юхор, лесная сторожка, Малоудольский с/с,  № 319 от 16.05.1986.
- Яблонцы, д.
- Ярцево, д.

### Гороховецкий район
- Антониха, д.
- Белая, Чулковский с/с,  № 319 от 16.05.1986.
- Бережцы, с.
- Богоявленский, пог.
- Быстрицы, пог.
- Войкова, пос., Закон Владимирской области № 11-ОЗ от 11.03.2007. Включен в состав пос. Чулково.
- Волчиха, Фоминский с/с,  № 319 от 16.05.1986.
- Воронцово, д., Чулковский с/с,  № 773 от 26.06.1974.
- Вырыпаево, Арефинский с/с,  № 319 от 16.05.1986.
- Глазуново, д., Чулковский с/с,  № 1086 от 22.09.1965.
- Деверево, д.
- Дроково, д., Кожинский с/с,  № 1086 от 22.09.1965.
- Егорий, Арефинский с/с,  № 319 от 16.05.1986.
- Клоково, д., Чулковский с/с,  № 773 от 26.06.1974.
- Комсомолец, пос., Арефинский с/с,  № 382 от 15.04.1981. Объединен с д. Нововладимировка.
- Конорово, д., Крутовский с/с,  № 773 от 26.06.1974.
- Копылиха, д., Великовский с/с,  № 773 от 26.06.1974.
- Красное, Куприяновский с/с,  № 938 от 16.12.1960. Включен в черту г. Гороховца.
- Кресты, лесная сторожка, Арефинский с/с,  № 689 от 04.07.1980.
- Ларионово, Денисовский с/с,  № 778 от 23.11.1983.
- ЛМС, пос.,  № 35 от 19.01.1961. Включен в черту г. Гороховца.
- Ломовка, Гришинский с/с,  № 319 от 16.05.1986.
- Мещерки, Арефинский с/с,  № 319 от 16.05.1986.
- Мочалищи, Денисовский с/с,  № 319 от 16.05.1986.
- МСР №2, пос.,  № 35 от 19.01.1961. Включен в черту г. Гороховца.
- Новая Стройка, пос.,  № 35 от 19.01.1961. Включен в черту г. Гороховца.
- Омлево, д., Куприяновский с/с,  № 163 от 02.04.1991. Включена в черту г. Гороховец.
- Плишкино, Гришинский с/с,  № 778 от 23.11.1983.
- Полустанок, Зименковский с/с,  № 382 от 15.04.1981. Объединен с пос. станции Безлесная.
- Сосняжное, д., Святский с/с,  № 773 от 26.06.1974.
- Сусановская, д., Зименковский с/с,  № 382 от 15.04.1981. Объединена с д. Межищи.
- Третьяково, Денисовский с/с,  № 778 от 23.11.1983.
- Тройнино, Гришинский с/с,  № 778 от 23.11.1983.
- Фролово, с.
- Шишкино, Арефинский с/с,  № 778 от 23.11.1983.

### Гусь-Хрустальный район
- Алексино, лесной кордон, Нечаевский с/с,  № 1086 от 22.09.1965.
- Белавино, д., Неклюдовский с/с,  № 151 от 14.02.1966.
- Бор, хутор, Неклюдовский с/с,  № 1086 от 22.09.1965.
- Будёновский, пос., Аксеновский с/с,  № 1086 от 22.09.1965.
- Бужа, Нечаевский с/с,  № 382 от 15.04.1981.
- Бутовка, Купреевский с/с,  № 319 от 16.05.1986.
- Васильево, д., Протасьевский с/с,  № 773 от 26.06.1974.
- Васильевский, пос., Аббакумовский с/с,  № 382 от 15.04.1981.
- Вековка, д., Нечаевский с/с,  № 329 от 02.04.1973.
- Водокачка, д., Нечаевский с/с,  № 1086 от 22.09.1965.
- Волчиха, лесной кордон, Нечаевский с/с,  № 1086 от 22.09.1965.
- Высоковский, пос., Васильевский с/с,  № 773 от 26.06.1974.
- Гридино, Вашутинский с/с,  № 284 от 17.03.1977.
- Душенькино, Неклюдовский с/с,  № 382 от 15.04.1981.
- Егерево, д., Нечаевский с/с,  № 773 от 26.06.1974.
- Ермус, д., Нечаевский с/с,  № 1086 от 22.09.1965.
- Зимёнки, Григорьевский с/с,  № 319 от 16.05.1986.
- Ивановская, лесная сторожка, Арсамакинский с/с,  № 1086 от 22.09.1965.
- Калдай, Уляхинский с/с,  № 382 от 15.04.1981.
- Константиновская мельница, пос., Григорьевский с/с,  № 1086 от 22.09.1965.
- Коровино, д., Неклюдовский с/с,  № 151 от 14.02.1966.
- Красная Поляна, д., Губцевский с/с,  № 1086 от 22.09.1965.
- Красное Знамя, пос., Григорьевский с/с,  № 773 от 26.06.1974.
- Лаптево, д., Уляхинский с/с,  № 773 от 26.06.1974.
- Ленки, д., Нармский с/с,  № 329 от 02.04.1973.
- Лесокордон № 50, Крюковский с/с,  № 1086 от 22.09.1965.
- Липовые Поляны, д., Нармский с/с,  № 773 от 26.06.1974.
- Литвиново, хутор, Семеновский с/с,  № 583 от 11.06.1979.
- Льгово, д., Лесниковский с/с,  № 1086 от 22.09.1965.
- Маевка, д., Великодворский с/с,  № 329 от 02.04.1973.
- Малино, лесная сторожка, Ильинский с/с,  № 1086 от 22.09.1965.
- Малиновка, д., Григорьевский с/с,  № 773 от 26.06.1974.
- Мануйлово, д., Крюковский с/с,  № 1086 от 22.09.1965.
- Мауринка, Купреевский с/с,  № 284 от 17.03.1977.
- Маха, Лесниковский с/с,  № 319 от 16.05.1986.
- Михали, Вашутинский с/с,  № 382 от 15.04.1981.
- Мосево, д., Купреевский с/с,  № 773 от 26.06.1974.
- Наумовская, д., Вашутинский с/с,  № 773 от 26.06.1974.
- Неклюдовского торфопредприятия, пос., Неклюдовский с/с,  № 284 от 17.03.1977.
- Некрасово, д., Неклюдовский с/с,  № 1086 от 22.09.1965.
- Ново-Рыбинский, хутор, Вашутинский с/с,  № 284 от 17.03.1977.
- Пашкино, д., Неклюдовский с/с,  № 151 от 14.02.1966.
- Пруды, Крюковский с/с,  № 284 от 17.03.1977.
- Родионовская, лесная сторожка, Неклюдовский с/с,  № 1086 от 22.09.1965.
- Роднево, д., Григорьевский с/с,  № 1086 от 22.09.1965.
- Селимово, Вешкинский с/с,  № 382 от 15.04.1981.
- Семёновский, Колпский с/с,  № 319 от 16.05.1986.
- Спас-Николино, д., Неклюдовский с/с,  № 773 от 26.06.1974.
- Фёдоровский, пос., Аббакумовский с/с,  № 773 от 26.06.1974.
- Харламов Пруд, пос., Ильинский с/с,  № 329 от 02.04.1973.
- Хохловка, д., Протасьевский с/с,  № 1086 от 22.09.1965.

### Камешковский район
- Александровка, д., Пенкинский с/с,  № 1086 от 22.09.1965.
- Будылицы, Второвский с/с,  № 319 от 16.05.1986.
- Веретьево-погост, д., Вахромеевский с/с,  № 1086 от 22.09.1965.
- Второво, станции пос., Второвский с/с,  № 1086 от 22.09.1965. Объединен с с. Второво.
- Второвского опытного поля, пос., Второвский с/с,  № 1086 от 22.09.1965. Объединен с с. Второво.
- Второвского торфопредприятия участка № 2, пос., Второвский с/с,  № 151 от 14.02.1966. Объединен с пос. Мирный.
- Второвского торфопредприятия участка № 3, пос., Второвский с/с,  № 151 от 14.02.1966. Объединен с д. Лаптево.
- Высоково, д., Вахромеевский с/с,  № 329 от 02.04.1973.
- Глумово, д., Кругловский с/с,  № 1086 от 22.09.1965. Объединена с д. Бураково.
- Гусево, Сергеихинский с/с,  № 1112 от 01.11.1976.
- Еляково, д., Пенкинский с/с,  № 1086 от 22.09.1965. Объединена с д. Бородино.
- Камешковского сельскохозяйственного техникума, пос., Пенкинский с/с,  № 1086 от 22.09.1965. Объединен с д. Пенкино.
- Квашниха, Давыдовский с/с,  № 778 от 23.11.1983.
- Константиновка, Второвский с/с,  № 1112 от 01.11.1976.
- Лезжени, д., Брызгаловский с/с,  № 117 от 03.02.1971.
- Лужки, д., Вахромеевский с/с,  № 773 от 26.06.1974.
- Машки, д., Вахромеевский с/с,  № 1086 от 22.09.1965. Объединена с д. Каменово.
- Пахирево, д., Пенкинский с/с,  № 1086 от 22.09.1965.
- Пионергородок , пос., Тереховицкий с/с,  № 1086 от 22.09.1965.
- Полушино, д., Вахромеевский с/с,  № 727 от 13.07.1979.
- Санатория им. IX съезда ВЛКСМ, пос., Тереховицкий с/с,  № 1086 от 22.09.1965. Объединен с с. Патакино.
- Совхоза «Камешковский» центральной усадьбы, пос., Брызгаловский с/с,  № 1091 от 23.09.1965. Объединен с пос. Монастырского торфопредприятия и переименован в пос. Лесной.
- Монастырского торфопредприятия, пос., Брызгаловский с/с,  № 1091 от 23.09.1965. Объединен с пос. центральной усадьбы совхоза «Камешковский» и переименован в пос. Лесной.
- Совхоза «Камешковский» центральной усадьбы, пос., Брызгаловский с/с,  № 151 от 14.02.1966. Объединен с пос. Монастырского торфопредприятия и переименован в пос. Придорожный.
- Фабрики им. Карла Либкнехта пос., Сергеихинский с/с,  № 1086 от 22.09.1965. Объединен с д. Сергеиха.
- Фрунзе имени, пос., Закон Владимирской области № 47-ОЗ от 09.06.2007. Объединен с д. Сергеиха..
- Чешково, Второвский с/с,  № 778 от 23.11.1983.
- Шелухино, д., Вахромеевский с/с,  № 773 от 26.06.1974.
- Эдемские Кельи, пос., Брызгаловский с/с,  № 151 от 14.02.1966. Объединен с д. Эдемское.

### Киржачский район
- Алешино, д., Горкинский с/с,  № 773 от 26.06.1974.
- Алёшкино, д., Кипревский с/с,  № 773 от 26.06.1974.
- Андреевский Погост, д., Лукьянцевский с/с,  № 151 от 14.02.1966.
- Бережки, пос., Закон Владимирской области № 20-ОЗ от 06.04.2004. Объединен с д. Сергиевка.
- Бобково, д., Кипревский с/с,  № 773 от 26.06.1974.
- Бухолово, д., Новоселовский с/с,  № 644 от 03.06.1969. Объединена с д. Новоселово.
- Данутино, д., Кипревский с/с,  № 319 от 16.05.1986. Объединена с д. Кипрево.
- Дворищи, Федоровский с/с,  № 319 от 16.05.1986.
- Демидово, д., Слободский с/с,  № 644 от 03.06.1969. Объединена с д. Савино.
- Землянки Соповские, д., Зареченский с/с,  № 1086 от 22.09.1965. Объединена с д. Сопово.
- Исаково, д., Горкинский с/с,  № 773 от 26.06.1974.
- Каменка, д., Слободский с/с,  № 1086 от 22.09.1965 и № 151 от 14.02.1966.
- Кипревской ММС, пос., Лукьянцевский с/с,  № 1086 от 22.09.1965. Объединен с д. Кипрево.
- Кирпичного завода, пос., Филипповский с/с,  № 1091 от 25.09.1965 и № 151 от 14.02.1966. Объединен с пос. лесхоза, с Цыганским пос. и переименован в пос. Лисицыно.
- Ключевая, д., Афанасьевский с/с,  № 1086 от 22.09.1965.
- Костешово, д., Лукьянцевский с/с,  № 644 от 03.06.1969. Объединена с д. Ефремово.
- Кутуково, д., Кипревский с/с,  № 773 от 26.06.1974.
- Лесной кордон № 29, Хмелевский с/с,  № 644 от 03.06.1969.
- Лесхоза, пос., Филипповский с/с,  № 1091 от 25.09.1965 и № 151 от 14.02.1966. Объединен с пос. кирпичного завода, с Цыганским пос. и переименован в пос. Лисицыно.
- Лукьянцево, н.п., Лукьянцевский с/с, Киржачский район,  № 616 от 29.05.1969. Включен в черту г. Киржач.
- Любимеж, д., Федоровский с/с,  № 644 от 03.06.1969. Объединена с д. Дворищи.
- Наседкино, н.п., Федоровский с/с,  № 616 от 29.05.1969. Включен в черту г. Киржач.
- Никулкино, д., Филипповский с/с,  № 1086 от 22.09.1965. Объединена с д. Аленино.
- Овчининского лесничества, пос., Новоселовский с/с,  № 778 от 23.11.1983.
- Орловка, лесная сторожка, Федоровский с/с,  № 1086 от 22.09.1965.
- Паньково, Новоселовский с/с,  № 319 от 16.05.1986.
- Пожарный городок, д., Зареченский с/с,  № 1086 от 22.09.1965. Объединена с д. Сопово.
- Полосино, д., Горкинский с/с,  № 773 от 26.06.1974.
- Потапово, д., Новоселовский с/с,  № 644 от 03.06.1969.
- Сопово, Зареченский с/с,  № 319 от 16.05.1986.
- Фабрики «Рабочая борьба», пос., Филипповский с/с,  № 1086 от 22.09.1965. Объединен с д. Аленино.
- Фабрики «Свобода», пос., Бельковский с/с,  № 151 от 14.02.1966. Объединен с пос. Горка.
- Цыганский, пос., Филипповский с/с,  № 1091 от 25.09.1965 и № 151 от 14.02.1966. Объединен с пос. лесхоза, с пос. кирпичного завода и переименован в пос. Лисицыно.

### Ковровский район
- Алешино, Павловский с/с,  № 778 от 23.11.1983.
- Аносино, Павловский с/с,  № 319 от 16.05.1986.
- Аферново, д., Крутовский с/с,  № 1086 от 22.09.1965.
- Афимьево, д., Великовский с/с,  № 773 от 26.06.1974.
- Ашанино, пос., Смолинский с/с,  № 773 от 26.06.1974.
- Белебелка, Санниковский с/с,  № 319 от 16.05.1986.
- Берёзовка, д., Большевсегодический с/с,  № 583 от 11.06.1979.
- Богданово, Осиповский с/с,  № 379 от 07.04.1977.
- Борисовка, Клязьминский с/с,  № 379 от 07.04.1977.
- Ваза, д., Крутовский с/с,  № 773 от 26.06.1974.
- Василево, д., Осиповский с/с,  № 151 от 14.02.1966.
- Васильково, Павловский с/с,  № 379 от 07.04.1977.
- Высоково, д., Клюшниковский с/с,  № 1086 от 22.09.1965. Объединена с д. Сажино.
- Вязки, д., Пантелеевский с/с,  № 773 от 26.06.1974.
- Глазково, Санниковский с/с,  № 379 от 07.04.1977.
- Горчаково, д., Крутовский с/с,  № 773 от 26.06.1974.
- Гужиха, д., Санниковский с/с,  № 1086 от 22.09.1965. Объединена с д. Княжеская.
- Данилово, Крутовский с/с,  № 319 от 16.05.1986.
- Дубнево, Пантелеевский с/с,  № 379 от 07.04.1977.
- Дурынино, д., Клязьменский с/с,  № 1086 от 22.09.1965. Объединена с д. Рагзино.
- Жарцы, Смолинский с/с,  № 379 от 07.04.1977.
- Жарчиха, д., Пантелеевский с/с,  № 773 от 26.06.1974.
- Загородки, д., Санниковский с/с,  № 1086 от 22.09.1965.
- Заря, пос., Ковровский горсовет,  № 390 от 17.06.1986. Включен в черту г. Коврова.
- Зинино, д., Пантелеевский с/с,  № 773 от 26.06.1974.
- Иванково, Клязминский с/с,  № 778 от 23.11.1983.
- Кирпичного завода, пос., Осиповский с/с,  № 390 от 17.06.1986. Включен в черту г. Коврова.
- Ключики, д., Шевинский с/с,  № 773 от 26.06.1974.
- Клязьменского чугунолитейного завода, пос., Клязьменский с/с,  № 1086 от 22.09.1965. Объединен с д. Глебово.
- Князь-Михайлово, д., Клязьменский с/с,  № 1086 от 22.09.1965.
- Ковров II, пос., Осиповский с/с,  № 390 от 17.06.1986. Включен в черту г. Коврова.
- Коленкино, д., Ивановский с/с,  № 1493 от 31.12.1971.
- Константиново, Санниковский с/с,  № 319 от 16.05.1986.
- Красная Горка, пос.,  № 422 от 25.07.1958. Объединен с пос. Мелехово.
- Левинская, д., Сельцовский с/с,  № 151 от 14.02.1966.
- Лихачево, Новосельский с/с,  № 379 от 07.04.1977.
- Лодыгино, д., Осиповский с/с,  № 773 от 26.06.1974.
- Малыгино, д., Ручьевский с/с,  № 379 от 07.04.1977. Объединена с пос. Малыгино.
- Метлино, д., Сельцовский с/с,  № 1493 от 31.12.1971.
- Михалково, д., Ивановский с/с,  № 773 от 26.06.1974.
- Мокрово, д., Сельцовский с/с,  № 1493 от 31.12.1971.
- Мостовиха, д., Осиповский с/с,  № 151 от 14.02.1966.
- Нагорново, Пантелеевский с/с,  № 382 от 15.04.1981.
- Озерки, д., Смолинский с/с,  № 765 от 31.12.1986.
- Пелевиха, Шевинский с/с,  № 778 от 23.11.1983.
- Поддубново, д., Клюшниковский с/с,  № 1086 от 22.09.1965.
- Подсобного хозяйства, пос., Великовский с/с,  № 1086 от 22.09.1965.
- Половчиново, д., Осиповский с/с,  № 1086 от 22.09.1965.
- Пролетарка, пос., Клязьминский с/с,  № 151 от 14.02.1966.
- Путятино, д., Пантелеевский с/с,  № 773 от 26.06.1974.
- Рагзино, д., Клязьминский с/с,  № 1493 от 31.12.1971.
- Ретиха, д., Ключиковский с/с,  № 1493 от 31.12.1971.
- Ромоданово, д., Санниковский с/с,  № 1086 от 22.09.1965.
- Русловка, д., Смолинский с/с,  № 773 от 26.06.1974.
- Самгино, д., Ручьевский с/с,  № 773 от 26.06.1974. Объединена с с. Малышево.
- Селышки, Смолинский с/с,  № 778 от 23.11.1983.
- Сельцо, д., Ивановский с/с,  № 1086 от 22.09.1965.
- Сельчугово, д., Осиповский с/с,  № 1493 от 31.12.1971.
- Семейкино, д., Осиповский с/с,  № 1493 от 31.12.1971.
- Сергеевка, д., Клюшниковский с/с,  № 1086 от 22.09.1965.
- Сосновка, д., Пантелеевский с/с,  № 773 от 26.06.1974.
- Ушаково, д., Павловский с/с,  № 583 от 11.06.1979.
- Федотовка, д., Ивановский с/с,  № 773 от 26.06.1974. Объединена с с. Иваново.
- Федотово, н.п.,  № 180 от14.03.1956 и № 422 от 25.07.1958. Объединен с пос. Мелехово.
- Федулово, д., Ручьевский с/с,  № 773 от 26.06.1974. Объединена с д. Ручей.
- Фелисова Слободка, д., Великовский с/с,  № 1086 от 22.09.1965.
- Филино, д., Ивановский с/с,  № 1493 от 31.12.1971.
- Филино, д., Осиповский с/с,  № 1493 от 31.12.1971.
- Хмелищи, Смолинский с/с,  № 319 от 16.05.1986.
- Черная Слободка, д., Великовский с/с,  № 151 от 14.02.1966.
- Чкалова имени, пос., Осиповский с/с,  № 390 от 17.06.1986. Включен в черту г. Коврова.
- Чуткино, д., Клязьменский с/с,  № 1086 от 22.09.1965.
- Шаблино, д., Санниковский с/с,  № 1493 от 31.12.1971.
- Эсино, пос., Ивановский с/с,  № 151 от 14.02.1966. Объединен с с. Иваново.
- Юшково, д., Великовский с/с,  № 151 от 14.02.1966.
- Яблонцы, д., Санниковский с/с,  № 1086 от 22.09.1965.
- Яковлево, Павловский с/с,  № 379 от 07.04.1977.
- Ялта, д., Сельцовский с/с,  № 1493 от 31.12.1971.

### Кольчугинский район
- Аббабурово, д., Ельцинский с/с,  № 773 от 26.06.1974.
- Авдотьино, д., Коробовщинский с/с,  № 1086 от 22.09.1965.
- Аграново, лесная сторожка, Коробовщинский с/с,  № 1086 от 22.09.1965.
- Акаспиково, д., Вауловский с/с,  № 1086 от 22.09.1965. Объединена с д. Кашино.
- Анциферово, д., Вауловский с/с,  № 1086 от 22.09.1965. Объединена с д. Кашино.
- Барак-Галкино, д., Ильинский с/с, 1)  № 1091 от 23.09.1965. Переименована в д. Галкино. 2)  № 382 от 15.04.1981.
- Бараши, Ельцинский с/с,  № 778 от 23.11.1983.
- Белавки, Завалинский с/с,  № 778 от 23.11.1983.
- Белая Речка, пос., Закон Владимирской области № 5-ОЗ от 14.02.2001. Включен в состав г. Кольчугино.
- Богородское, Ильинский с/с,  № 778 от 23.11.1983.
- Богословское, Флорищенский с/с,  № 266 от 10.03.1978.
- Веледьевка, Ельцинский с/с,  № 382 от 15.04.1981.
- Венки, Ельцинский с/с,  № 382 от 15.04.1981.
- Володино, д., Завалинский с/с,  № 1493 от 31.12.1971.
- Городской мельницы, пос., Беречинский с/с,  № 1086 от 22.09.1965.
- Горшиха, Лычевский с/с,  № 382 от 15.04.1981.
- Дюковка, д., Ельцинский с/с,  № 1087 от 17.12.1962 и № 1086 от 22.09.1965.
- Жирославское, д., Лычевский с/с,  № 1493 от 31.12.1971.
- Зеленоборский, пос., Закон Владимирской области № 5-ОЗ от 14.02.2001. Включен в состав г. Кольчугино.
- Киреевка, Белореченский с/с,  № 778 от 23.11.1983.
- Кирпичного завода № 681, пос., Беречинский с/с,  № 1086 от 22.09.1965.
- Кирпичного завода, пос., Беречинский с/с,  № 1091 от 23.09.1965 и № 151 от 14.02.1966. Объединен с пос. молочно-товарной фермы и переименован в пос. Раздолье.
- Ковырево, с., Флорищенский с/с,  № 773 от 26.06.1974.
- Конюшино, Белореченский с/с,  № 382 от 15.04.1981.
- Копанец, д., Ельцинский с/с,  № 1087 от 17.12.1962 и № 1086 от 22.09.1965.
- Крутики, Лычевский с/с,  № 382 от 15.04.1981.
- Крутово, д., Ельцинский с/с,  № 1078 от 29.08.1975.
- Лопушня, д., Новобусинский с/с,  № 1086 от 22.09.1965.
- Лопыри, Завалинский с/с,  № 778 от 23.11.1983.
- Льгово, д., Завалинский с/с,  № 1078 от 29.08.1975.
- Максимцево, д., Ельцинский с/с,  № 1078 от 29.08.1975.
- Малое Григорово, д., Ельцинский с/с,  № 1078 от 29.08.1975.
- Малокузьминское, Лычевский с/с,  № 266 от 10.03.1978.
- Мещерка, д., Лычевский с/с,  № 1493 от 31.12.1971.
- Михальцево, Ельцинский с/с,  № 382 от 15.04.1981.
- Михейково, Лычевский с/с,  № 778 от 23.11.1983.
- Молочно-товарной фермы, пос., Беречинский с/с,  № 1091 от 23.09.1965 и № 151 от 14.02.1966. Объединен с пос. кирпичного завода и переименован в пос. Раздолье.
- Монастырско-Кузьминское, д., Лычевский с/с,  № 1086 от 22.09.1965. Объединена с с. Большое Кузьминское.
- Назаровской школы, пос., Завалинский с/с,  № 1086 от 22.09.1965.
- Натальино, д., Есиплевский с/с,  № 1493 от 31.12.1971.
- Наумиха, д., Ельцинский с/с,  № 773 от 26.06.1974.
- Новая Толба, д., Есиплевский с/с,  № 1086 от 22.09.1965. Объединена с с. Олисавино.
- Павликово, д., Завалинский с/с,  № 1087 от 17.12.1962 и № 1086 от 22.09.1965.
- Павловка, д., Макаровский с/с,  № 1087 от 17.12.1962.
- Поляны, Ельцинский с/с,  № 382 от 15.04.1981.
- Понизовка, д., Макаровский с/с,  № 1087 от 17.12.1962.
- Семёнково, Есиплевский с/с,  № 1363 от 15.11.1972.
- Смолова, лесная сторожка, Беречинский с/с,  № 1086 от 22.09.1965.
- Софьино, Ильинский с/с,  № 382 от 15.04.1981.
- Судиловка, д., Новобусинский с/с, 1)  № 1091 от 23.09.1965. Переименована в д. Заречье. 2)  № 382 от 15.04.1981.
- Сухарево, д., Вауловский с/с,  № 1087 от 17.12.1962 и № 1086 от 22.09.1965.
- Сычевка, Ельцинский с/с,  № 382 от 15.04.1981.
- Терехово, д., Вауловский с/с,  № 1087 от 17.12.1962 и № 1086 от 22.09.1965.
- Тимошкино, д., Лычевский с/с,  № 1493 от 31.12.1971.
- Тонково, н.п., Литвиновский с/с,  № 195 от 09.03.1960. Включен в черту г. Кольчугино.
- Угольница, д., Коробовщинский с/с,  № 773 от 26.06.1974.
- Федоровка, Ильинский с/с,  № 382 от 15.04.1981.
- Федяево, д., Вауловский с/с,  № 1086 от 22.09.1965. Объединена с д. Кашино.
- Фотино, д., Ельцинский с/с,  № 1087 от 17.12.1962 и № 1086 от 22.09.1965.
- Чилина, лесная сторожка, Коробовщинский с/с,  № 1086 от 22.09.1965.

### Меленковский район
- Бельково, Денятинский с/с,  № 319 от 16.05.1986.
- Бутылицы, пос., Бутылицкий с/с,  № 773 от 26.06.1974. Объединен с с. Бутылицы.
- Вердево, пос., Даниловский с/с,  № 773 от 26.06.1974.
- Верейский, пос., Дмитриево-Горский с/с,  № 1493 от 31.12.1971.
- Волковский, пос., Илькинский с/с,  № 773 от 26.06.1974 и № 778 от 23.11.1983.
- Второй Кулаковский, пос., Кудринский с/с,  № 1091 от 23.09.1965. Переименован в пос. Раздольный. 2)  № 1493 от 31.12.1971.
- Ельня, Скрипинский с/с,  № 319 от 16.05.1986.
- Еронежка, пос., Скрипинский с/с,  № 773 от 26.06.1974.
- Запрудье, Левинский с/с,  № 1214 от 29.11.1976.
- Захаровка, пос., Илькинский с/с,  № 778 от 23.11.1983.
- Зелёный Дубок, пос., Кудринский с/с,  № 682 от 30.06.1977.
- Злобинский, пос., Архангельский с/с,  № 1493 от 31.12.1971.
- Камшилово, д., Тургеневский с/с,  № 773 от 26.06.1974.
- Карла Маркса имени, пос., Толстиковский с/с,  № 117 от 03.02.1971.
- Косиково, Урвановский с/с,  № 1214 от 29.11.1976.
- Красный Октябрь, Южный с/с,  № 319 от 16.05.1986.
- Кудринский, Илькинский с/с,  № 319 от 16.05.1986.
- Кузнецовский, пос., Тургеневский с/с,  № 1493 от 31.12.1971.
- Кузьминский, пос., Скрипинский с/с,  № 773 от 26.06.1974.
- Кулаки, д., Тургеневский с/с,  № 1086 от 22.09.1965. Объединена д. Тургенево.
- Ленинский, пос., Денятинский с/с,  № 773 от 26.06.1974.
- Лесной Бор, пос., Дмитриевский с/с,  № 773 от 26.06.1974.
- Ляховская, лесная сторожка, Большеприклонский с/с,  № 773 от 26.06.1974.
- Максимовские Дворики, пос., Максимовский с/с,  № 773 от 26.06.1974. Объединен с д. Максимово.
- Малиновка, Южный с/с,  № 319 от 16.05.1986.
- Малиновка, д., Войновский с/с,  № 1493 от 31.12.1971.
- Малютинка, Тургеневский с/с,  № 1214 от 29.11.1976.
- Марково, д., Левинский с/с,  № 117 от 03.02.1971.
- Мусино, д., Левинский с/с,  № 1493 от 31.12.1971.
- Ново-Эммануиловка, д., Скрипинский с/с,  № 773 от 26.06.1974.
- Новосветский, пос., Толстиковский с/с,  № 423 от 07.06.1961.
- Озорновская, лесная сторожка, Большеприклонский с/с,  № 287 от 17.03.1977.
- Павловка, Илькинский с/с,  № 778 от 23.11.1983.
- Первый Кулаковский, пос., Илькинский с/с,  № 1091 от 23.09.1965. Переименован в пос. Березовка. 2)  № 778 от 23.11.1983.
- Поганьковская, лесная сторожка, Большеприклонский с/с,  № 287 от 17.03.1977.
- Призыв, н.п., Большеприклонский с/с,  № 856 от 29.07.1965. Включен в черту г. Меленки.
- Райново, пос., Тургеневский с/с,  № 1493 от 31.12.1971.
- Раменского лесоучастка, пос., Илькинский с/с,  № 319 от 16.05.1986.
- Репищи, пос., Дмитриевский с/с,  № 773 от 26.06.1974.
- Ровная, Левинский с/с,  № 319 от 16.05.1986.
- Рогачевского картофелетерочного завода, пос., Папулинский с/с,  № 773 от 26.06.1974.
- Северный, пос., Даниловский с/с,  № 117 от 03.02.1971.
- Сосновский, пос., Денятинский с/с,  № 773 от 26.06.1974.
- Софроновского торфоучастка, пос., Даниловский с/с,  № 1214 от 29.11.1976.
- Унженская, лесная сторожка, Даниловский с/с,  № 773 от 26.06.1974.
- Фроловский, пос., Денятинский с/с,  № 1493 от 31.12.1971.
- Химбарак, пос., Илькинский с/с,  № 1086 от 22.09.1965.
- Химустановка, пос., Лехтовский с/с,  № 1086 от 22.09.1965.
- Шоркин Бор, Дмитриево-Горский с/с,  № 319 от 16.05.1986.
- Шушпаново, Папулинский с/с,  № 778 от 23.11.1983.
- Яслево, Денятинский с/с,  № 319 от 16.05.1986.

### Муромский район
- Антоново, Прудищенский с/с,  № 778 от 23.11.1983.
- Барановка, д., Молотицкий с/с,  № 1086 от 22.09.1965. Объединена с с. Молотицы.
- Битюково, д., Чаадаевский с/с,  № 1086 от 22.09.1965. Объединена с с. Борисово.
- Васильево, д., Талызинский с/с,  № 773 от 26.06.1974.
- Водяное, д., Талызинский с/с,  № 1086 от 22.09.1965.
- Госплемзавода «Зименки» ферма № 2, Булатниковский с/с,  № 1086 от 22.09.1965. Объединена с д. Межищи.
- Грибово, Стригинский с/с,  № 319 от 16.05.1986.
- Занино, Булатниковский с/с,  № 1363 от 15.11.1972.
- Ивань, д., Чаадаевский с/с,  № 319 от 16.05.1986.
- Караулово, д., Булатниковский с/с,  № 1086 от 22.09.1965.
- Карачарово, Карчаровский с/с,  № 749 от 05.10.1960. Включён в черту г. Мурома.
- Левашиха, д., Подболотский с/с,  № 350 от 28.06.1988.
- Лопатино, д., Ковардицкий с/с,  № 1086 от 22.09.1965. Объединена с. Ковардицы.
- Минеево, Подболотский с/с,  № 778 от 23.11.1983.
- Подболотня, д., Подболотский с/с,  № 1111 от 18.09.1972. Включена в черту р.п. Вербовский.
- Полустанок, Зименковский с/с,  № 382 от 15.04.1981. Объединён с пос. станции Безлесная.
- Семёновка, Татарский с/с,  № 778 от 23.11.1983.
- Средняя Макаровка, д., Ковардицкий с/с,  № 1086 от 22.09.1965. Объединена с д. Большая Макаровка.
- Старый Вареж, д., Молотицкий с/с,  № 1086 от 22.09.1965. Объединена с д. Вареж.
- Сусановская, д., Зименковский с/с,  № 382 от 15.04.1981. Объединена с д. Межищи.
- Тереховицы, д., Ковардицкий с/с,  № 1086 от 22.09.1965. Объединена с д. Саксино.
- Тумовка, д., Стригинский с/с,  № 1086 от 22.09.1965.
- Хлудово, Подболотский с/с,  № 319 от 16.05.1986.
- Чебашиха, д., Борисоглебский с/с,  № 326 от 31.03.1966.
- Шахово, д., Талызинский с/с,  № 1086 от 22.09.1965.

### Петушинский район
- Александровка, д., Болдинский с/с,  № 773 от 26.06.1974.
- Андреевские болота, д., Ларионовский с/с,  № 947 от 17.08.1970.
- Арханино, д., Анкудиновский с/с,  № 943 от 06.08.1974. Объединена с д. Анкудиново.
- Большая Пекша, д., Пекшинский с/с,  № 943 от 06.08.1974. Объединена с д. Пекша.
- Вареево, д., Липенский с/с,  № 943 от 06.08.1974. Объединена с д. Желтухино.
- Ветчи, пос., Санинский с/с,  № 773 от 26.06.1974. Ныне восстановлен.
- Вишенки, д., Васильковский с/с,  № 1086 от 22.09.1965.
- Городок, д., Пекшинский с/с,  № 943 от 06.08.1974. Объединена с д. Пекша.
- Завода железобетонных изделий, пос., Глубоковский с/с,  № 1361 от 15.11.1972. Включен в черту г. Покрова.
- Ивачи, д., Костинский с/с,  № 151 от 14.02.1966.
- Красики, д., Ларионовский с/с,  № 151 от 14.02.1966.
- Лошаки, д., Костинский с/с,  № 1086 от 22.09.1965.
- Маевка, пос.  Законодательного Собрания Владимирской области № 158 от 23.06.1995. В связи с выездом населения.
- Малая Пекша, д., Пекшинский с/с,  № 943 от 06.08.1974. Объединена с д. Пекша.
- Малые Горки, д., Панфиловский с/с,  № 943 от 06.08.1974. Объединена с д. Большие Горки. В XXI веке — отдельные НП.
- Матрёнино, д., Ларионовский с/с,  № 947 от 17.08.1970 и № 773 от 26.06.1974.
- Новая, д., Липенский с/с,  № 1059 от 23.10.1979. Включена в черту пос. Костерёво.
- Новое Семенково, Ивановский с/с,  № 319 от 16.05.1986.
- Ольхово, д., Панфиловский с/с,  № 943 от 06.08.1974. Объедина с д. Панфилово.
- Очеп, д., Караваевский с/с,  № 943 от 06.08.1974. Объединена с д. Марково.
- Песчаный, пос., Глубоковский с/с,  № 212 от 14.03.1983.
- Санино, д., Воспушинский с/с,  № 1086 от 22.09.1965 и № 765 от 31.12.1986. Объединена с д. Ермолино.
- Санино, станции пос., Санинский с/с,  № 319 от 16.05.1986. Объединен с пос. Санинского деревообделочного комбината.
- Слободка, н.п., Ивановский с/с,  № 6 от 02.01.1967. Включен в черту г. Покрова.
- Старые Петушки, Петушинский с/с,  № 1362 от 15.11.1972. Западная часть включена в черту г. Петушки.
- Степаньково, д., Ларионовский с/с,  № 943 от 06.08.1974. Объединена с д. Ларионово.
- Тощебулово, д., Васильковский с/с,  № 1086 от 22.09.1965.
- Фабрики «Труд» при торфоразработках подсобного хозяйства, пос., Ларионовский с/с,  № 1086 от 22.09.1965.
- Филино, д., Ларионовский с/с,  № 1086 от 22.09.1965. Объединена с д. Ларионово.
- Филино, н.п., Петушинский с/с,  № 67 от 23.01.1973. Включен в черту г. Петушки.

### Селивановский район
- Аксёново, д., Селивановский с/с,  № 773 от 26.06.1974.
- Анфимово, д., Драчевский с/с,  № 773 от 26.06.1974.
- Басенки, д., Скаловский с/с,  № 1086 от 22.09.1965.
- Боровая Мельница, пос., Волосатовский с/с,  № 773 от 26.06.1974.
- Васильево, Копнинский с/с,  № 778 от 23.11.1983.
- Веженки, д., Скаловский с/с,  № 773 от 26.06.1974.
- Волосатая, пос., Волосатовский с/с,  № 1086 от 22.09.1965. Объединен с пос. Новый быт..
- Волосатое озеро, н.п., Волосатовский с/с,  № 617 от 18.06.1979. Объединен с пос. Новый быт.
- Гостинино, д., Надеждинский сельский округ, Закон Владимирской области № 4-ОЗ от 02.02.2001.
- Деловской гидростанции, пос., Андреевский с/с, Селивановский район,  № 1086 от 22.09.1965.
- Демидово Озеро, Волосатовский с/с,  № 778 от 23.11.1983.
- Ершова мельница, хутор, Андреевский с/с,  № 773 от 26.06.1974.
- Ершово, д., Андреевский с/с,  № 235 от 29.07.1993. Включена в черту р.п. Красная Горбатка.
- Завелево, д., Малышевский с/с,  № 773 от 26.06.1974.
- Замотрино, д., Чертковский с/с,  № 773 от 26.06.1974.
- Кирпичного завода, пос., Андреевский с/с,  № 382 от 15.04.1981.
- Кирпичного завода, пос., Волосатовский с/с,  № 1086 от 22.09.1965.
- Красная Колпинка, д., Волосатовский с/с,  № 1086 от 22.09.1965.
- Красный Восход, н.п., Волосатовский с/с,  № 617 от 18.06.1979. Объединен с пос. Новый быт.
- Крутой Овраг, Волосатовский с/с,  № 382 от 15.04.1981.
- Кузнецы, д., Андреевский с/с,  № 319 от 16.05.1986. Объединена с пос. Красная Горбатка.
- Лесозавода, пос., Поссовет р.п. Красная Горбатка,  № 767 от 25.06.1974. Включен в черту р.п. Красная Горбатка.
- Маланьино, д., Переложниковский с/с,  № 382 от 15.04.1981. Объединена с с. Переложниково.
- Малое Кольцово, д., Переложниковский с/с,  № 1086 от 22.09.1965.
- Малое Угрюмово, Драчевский с/с,  № 382 от 15.04.1981.
- Мостопоезда 104, пос., Малышевский с/с,  № 1086 от 22.09.1965.
- Недановка, Первомайский с/с,  № 382 от 15.04.1981.
- Нечаевка, Новлянский с/с,  № 319 от 16.05.1986.
- Нечаевка, д., Малышевский с/с,  № 773 от 26.06.1974.
- Новая Земля, пос., Переложниковский с/с,  № 773 от 26.06.1974. Объединен с пос. Красная Ушна.
- Ново-Георгиевский, пос., Драчевский с/с,  № 1086 от 22.09.1965.
- Новолипки, д., Надеждинский с/с,  № 773 от 26.06.1974. Объединена с д. Надеждино.
- Опытного поля, пос., Волосатовский с/с,  № 773 от 26.06.1974.
- Павликово, д., Скаловский с/с,  № 773 от 26.06.1974.
- Парфентьево, Драчевский с/с,  № 319 от 16.05.1986.
- Поповка, д., Первомайский с/с,  № 1086 от 22.09.1965.
- Рогово, д., Копнинский сельский округ, Закон Владимирской области № 4-ОЗ от 02.02.2001.
- Ростовец, Копнинский с/с,  № 319 от 16.05.1986.
- Сатуровка д., Первомайский с/с,  № 1086 от 22.09.1965.
- Свежаки, Драчевский с/с,  № 382 от 15.04.1981.
- Свиносовхоза, пос., Новлянский с/с,  № 1086 от 22.09.1965. Объединен с пос. Новлянский.
- Святецкой мельницы, пос., Переложниковский с/с,  № 1086 от 22.09.1965.
- Селиваново, пос., поссовет р.п. Красная Горбатка]],  № 767 от 25.06.1974. Включен в черту р.п. Красная Горбатка.
- Сосновец, д., Волосатовский с/с,  № 773 от 26.06.1974.
- Спасс-Железино, д., Андреевский с/с,  № 773 от 26.06.1974.
- Спасское, д., Скаловский с/с,  № 773 от 26.06.1974.
- Татаровка, Копнинский с/с,  № 319 от 16.05.1986.
- Федосово, Копнинский с/с,  № 778 от 23.11.1983.
- Фирютино, д., Скаловский с/с,  № 1086 от 22.09.1965.
- Хвастовка, д., Малышевский с/с,  № 1086 от 22.09.1965. Объединена с д. Юромка.
- Чебашиха, д., Переложниковский с/с,  № 1086 от 22.09.1965.

### Собинский район
- Алексеевка, д., Кишлеевский с/с,  № 773 от 26.06.1974.
- Алексеевка, н.п., Алексеевский с/с,  № 443от 27.04.1965. Включен в черту р.п. Лакинский.
- Алябьево, д., Ундольский с/с,  № 773 от 26.06.1974.
- Андарово, Черкутинский с/с,  № 319 от 16.05.1986.
- Анисимово, д., Юровский с/с,  № 947 от 17.08.1970.
- Анисимовские хутора, д., Юровский с/с,  № 947 от 17.08.1970.
- Антоново, Бабаевский с/с,  № 382 от 15.04.1981.
- Белый Двор, Толпуховский с/с,  № 319 от 16.05.1986.
- Березово, Колокшанский с/с,  № 319 от 16.05.1986.
- Борисово, д., Черкутинский с/с,  № 773 от 26.06.1974. Объединена с д. Шуново.
- Брызгуново, Копнинский с/с,  № 382 от 15.04.1981.
- Бурдачево, д., Черкутинский с/с,  № 151 от 14.02.1966.
- Васильки, д., Калитеевский с/с,  № 947 от 17.08.1970.
- Васильки, д., Фетининский с/с,  № 382 от 15.04.1981.
- Велисово, Толпуховский с/с,  № 319 от 16.05.1986.
- Быковка, н.п., Алексеевский с/с,  № 443от 27.04.1965. Включен в черту р.п. Лакинский.
- Вишенки, д., Черкутинский с/с,  № 1086 от 22.09.1965.
- Воинской части № 74100, пос., Алексеевский с/с,  № 443 от 27.04.1965. Включен в черту р. п. Лакинский.
- Воронино, д., Волосовский с/с,  № 218 от 01.03.1972.
- Высоково, Толпуховский с/с,  № 319 от 16.05.1986.
- Гаврильцево, Куриловский с/с,  № 319 от 16.05.1986.
- Голькино, д., Черкутинский с/с,  № 947 от 17.08.1970.
- Готовкино, д., Березниковский с/с,  № 1086 от 22.09.1965. Объединена с с. Березники.
- Даниловка, д., Воршинский с/с,  № 1086 от 22.09.1965. Объединена с д. Столбищи.
- Дашки, д., Калитеевский с/с,  № 947 от 17.08.1970.
- Дашки, д., Фетининский с/с,  № 382 от 15.04.1981.
- ДЭУ-93, пос., Колокшанский с/с,  № 319 от 16.05.1986.
- Елисеево, д., Черкутинский с/с,  № 773 от 26.06.1974.
- Емелево, д., Черкутинский с/с,  № 773 от 26.06.1974.
- Загорье, д., Бабаевский с/с,  № 1086 от 22.09.1965.
- Зеленки, д., Черкутинский с/с,  № 1086 от 22.09.1965.
- Зыково, д., Добрынинский с/с,  № 1086 от 22.09.1965.
- Исаково, д., Черкутинский с/с,  № 947 от 17.08.1970.
- Калинино, д., Черкутинский с/с,  № 773 от 26.06.1974.
- Калинтьево, д., Юровский с/с,  № 947 от 17.08.1970.
- Киржач, д., Вышмановский с/с,  № 151 от 14.02.1966.
- Кирпичного завода, пос., Алексеевский с/с,  № 443 от 27.04.1965. Включен в черту р. п. Лакинский.
- Климатино, д., Калитеевский с/с,  № 151 от 14.02.1966.
- Коптево, Копнинский с/с,  № 382 от 15.04.1981.
- Коробово, д., Юровский с/с,  № 773 от 26.06.1974. Объединена с д. Курилово.
- Коротыгино, д., Черкутинский с/с,  № 773 от 26.06.1974.
- Красково, д., Рождественский с/с,  № 218 от 01.03.1972.
- Крутец, д., Юровский с/с,  № 947 от 17.08.1970.
- Курицино, Фетининский с/с,  № 382 от 15.04.1981.
- Курьяниха, Рождественский с/с,  № 319 от 16.05.1986.
- Лапушенки, д., Калитеевский с/с,  № 1086 от 22.09.1965.
- Литовка, д., Вышмановский с/с,  № 1086 от 22.09.1965. Объединена с д. Никулино.
- Лихинь, д., Юровский с/с,  № 947 от 17.08.1970.
- Луговская, д., Вышмановский с/с,  № 1086 от 22.09.1965.
- Лутино, Черкутинский с/с,  № 319 от 16.05.1986.
- Луховец, Толпуховский с/с,  № 382 от 15.04.1981.
- Львово, д., Черкутинский с/с,  № 773 от 26.06.1974.
- Малое Иваньково, д., Колокшанский с/с,  № 773 от 26.06.1974. Объединена с д. Большое Иваньково.
- Мальгино, д., Добрынинский с/с,  № 218 от 01.03.1972.
- Межники, д., Калитеевский с/с,  № 1086 от 22.09.1965.
- Мельничная, д., Кишлеевский с/с,  № 773 от 26.06.1974.
- Мильково, д., Черкутинский с/с,  № 1086 от 22.09.1965.
- Михайловка, д., Ундольский с/с,  № 151 от 14.02.1966 и № 947 от 17.08.1970.
- Молитеево, д., Воршинский с/с,  № 773 от 26.06.1974. Объединена с д. Угор.
- Морозово, Рождественский с/с,  № 319 от 16.05.1986.
- Нажирово, д., Черкутинский с/с,  № 773 от 26.06.1974.
- Новая, Куриловский с/с,  № 319 от 16.05.1986.
- Новое Юрино, д., Бабаевский с/с,  № 947 от 17.08.1970. Объединена с д. Юрино.
- Новое, д., Калитеевский с/с,  № 218 от 01.03.1972.
- Октябрёвка, Куриловский с/с,  № 319 от 16.05.1986.
- Олино, Черкутинский с/с,  № 319 от 16.05.1986.
- Осовец, д., Копнинский с/с,  № 773 от 26.06.1974. Объединена с д. Цепелево.
- Павловка, д., Ундольский с/с,  № 947 от 17.08.1970.
- Пуговицыно, Рождественский с/с,  № 319 от 16.05.1986.
- Раменье, д., Вышмановский с/с,  № 947 от 17.08.1970.
- Рылово, д., Вышмановский с/с,  № 1086 от 22.09.1965. Объединена с д. Никулино.
- Селютино, д., Черкутинский с/с,  № 218 от 01.03.1972.
- Собинского автохозяйства, пос., Алексеевский с/с,  № 443 от 27.04.1965. Включен в черту р.п. Лакинский.
- Собинской машинно-мелиоративной станции пос., Алексеевский с/с,  № 443 от 27.04.1965. Включен в черту р.п. Лакинский.
- Совхоза «Борец», пос., Калитеевский с/с,  № 1086 от 22.09.1965. Объединен с с. Фетинино.
- Соколово, Куриловский с/с,  № 382 от 15.04.1981.
- Стопино, д., Калитеевский с/с,  № 773 от 26.06.1974. Объединена с д. Фетинино.
- Сысоево, д., Вышмановский с/с,  № 773 от 26.06.1974. Объединена с д. Вышманово.
- Тарасово, Копнинский с/с,  № 382 от 15.04.1981.
- Треусово, д., Черкутинский с/с,  № 218 от 01.03.1972.
- Тюрюкино, д., Калитеевский с/с,  № 151 от 14.02.1966.
- Ундол, при станции пос., Алексеевский с/с,  № 443 от 27.04.1965. Включен в черту р.п. Лакинский.
- Ундол, с., Ундольский с/с,  № 443 от 27.04.1965. Включено в черту р.п. Лакинский.
- Филино, д., Березниковский с/с,  № 947 от 17.08.1970 и № 218 от 01.03.1972.
- Халтурка, д., Березниковский с/с,  № 1086 от 22.09.1965. Объединена с с. Березники.
- Хмелево, д., Черкутинский с/с,  № 947 от 17.08.1970.
- Чёрная Гора, д., Черкутинский с/с,  № 773 от 26.06.1974.
- Шубино, Рождественский с/с,  № 382 от 15.04.1981.
- Щеголиха, д., Волосовский с/с,  № 1086 от 22.09.1965.

### Судогодский район
- Березники, д., Краснокустовский с/с,  № 947 от 17.08.1970.
- Березово, д., Ликинский с/с,  № 773 от 26.06.1974.
- Богдановка, Головинский с/с,  № 319 от 16.05.1986.
- Борисоглеб, д., Улыбышевский с/с,  № 326 от 31.03.1966.
- Будка железнодорожная 28 км,  № 947 от 17.08.1970.
- Будка железнодорожная 30 км,  № 947 от 17.08.1970.
- Варварино, Сойменский с/с,  № 778 от 23.11.1983. Восстановлен как нп.
- Галанино, д., Муромцевский с/с,  № 765 от 31.12.1986. Объединена с пос. Муромцево.
- Головино, д., Головинский сельский округ, Закон Владимирской области № 129-ОЗ от 10.12.2003. Объединена с пос. Головино.
- Горбуниха, пос., Ликинский с/с,  № 773 от 26.06.1974.
- Дарьино, Сойменский с/с,  № 976 от 20.09.1976.
- Дубровка, д., Бараковский с/с,  № 326 от 31.03.1966.
- Зайцева, хутор, Бараковский с/с,  № 947 от 17.08.1970.
- Замаричье, Краснокустовский с/с,  № 778 от 23.11.1983.
- Иваньковская Стража, Головинский с/с,  № 319 от 16.05.1986.
- Ильинка, пос., Поссовет р.п. Красный Богатырь,  № 616 от 18.06.1979.
- Кашино, кордон, Мошокский с/с,  № 947 от 17.08.1970.
- Клавдино, Беговский с/с,  № 390 от 17.06.1986 и № 765 от 31.12.1986. Восстановлен как нп.
- Клинки, Ликинский с/с,  № 976 от 20.09.1976.
- Коврино, Муромцевский с/с,  № 1086 от 22.09.1965 и № 947 от 17.08.1970.
- Колодино, д., Судогодский с/с,  № 773 от 26.06.1974.
- Колодники, Мошокский с/с,  № 976 от 20.09.1976.
- Коростелиха, Беговский с/с,  № 390 от 17.06.1986 и № 765 от 31.12.1986. Ныне действующий НП.
- Крюково, д., Головинский сельский округ, Закон Владимирской области № 129-ОЗ от 10.12.2003. Объединена с пос. Головино.
- Курово, д., Чамеревский с/с,  № 947 от 17.08.1970.
- Лантырево, д., Мошокский с/с,  № 947 от 17.08.1970.
- Лебедево, д., Ликинский с/с,  № 1086 от 22.09.1965.
- Лукинка, д., Мошокский с/с,  № 1236 от 19.12.1980.
- Лысково, д., Головинский с/с,  № 326 от 31.03.1966.
- Лыткино, Краснокустовский с/с,  № 319 от 16.05.1986.
- Максимовка, д., Краснокустовский с/с,  № 947 от 17.08.1970.
- Малиновка, Беговский с/с,  № 390 от 17.06.1986 и № 765 от 31.12.1986.
- Малюшино, пос., Муромцевский с/с,  № 1086 от 22.09.1965. Объединен с д. Передел.
- Мамоново, Краснокустовский с/с,  № 778 от 23.11.1983.
- Маньково, д., Краснокустовский с/с,  № 947 от 17.08.1970.
- Маньково, д., Мошокский с/с,  № 1086 от 22.09.1965.
- Мирхово, Головинский с/с,  № 616 от 18.06.1979.
- Ново-Никольская, д., Муромцевский с/с,  № 947 от 17.08.1970.
- Новое Кубаево, Ликинский с/с,  № 976 от 20.09.1976.
- Новый Барак, кордон, Бараковский с/с,  № 947 от 17.08.1970.
- Оково, Мошокский с/с,  № 976 от 20.09.1976.
- Окулово, д., Головинский с/с,  № 1493 от 31.12.1971 и № 773 от 26.06.1974.
- Осеево, д., Головинский с/с,  № 976 от 20.09.1976.
- Останково, д., Краснокустовский с/с,  № 773 от 26.06.1974.
- Переведеново, д., Бараковский с/с,  № 286 от 30.03.1982.
- Першино, д., Краснокустовский с/с,  № 947 от 17.08.1970.
- Песочное, д., Ликинский с/с,  № 286 от 30.03.1982.
- Поздняково, д., Краснокустовский с/с,  № 947 от 17.08.1970.
- Поздняково, д., Мошокский с/с,  № 1086 от 22.09.1965.
- Пустораменская сторожка, Головинский с/с,  № 947 от 17.08.1970.
- Рамежки, д., Чамеревский с/с,  № 319 от 16.05.1986. Объединена с с. Чамерево.
- Рязановка, д., Бараковский с/с,  № 326 от 31.03.1966.
- Стариково, д., Ильинский с/с,  № 773 от 26.06.1974.
- Старинский погост, Головинский с/с,  № 319 от 16.05.1986.
- Судогда, станции пос., Муромцевский с/с,  № 319 от 16.05.1986. Объединен с пос. Муромцево.
- Угрюмово, д., Сойменский с/с,  № 976 от 20.09.1976.
- Ушаткино, Муромцевский с/с,  № 616 от 18.06.1979.
- Форино, Краснокустовский с/с,  № 382 от 15.04.1981.
- Хорышево, Судогодский с/с,  № 334 от 16.05.1960. Включен в черту г. Судогды.
- Хрекинская, лесная сторожка, Головинский с/с,  № 773 от 26.06.1974.
- Цыпуново, д., Вольно-Артемовский с/с,  № 947 от 17.08.1970.
- Чечулино, д., Ильинский с/с,  № 773 от 26.06.1974.
- Шишкино, Ильинский с/с,  № 616 от 18.06.1979.

### Суздальский район
- Андрейцево, Павловский с/с,  № 319 от 16.05.1986.
- Бабкино, Лопатницкий с/с,  № 287 от 17.03.1977.
- Батыево, с., Порецкий с/с,  № 287 от 17.03.1977 и № 583 от 11.06.1979.
- Бортниково, д., Пригородный с/с,  № 849 от 20.07.1972.
- Борщевка, Лопатницкий с/с,  № 319 от 16.05.1986.
- Ботулино, д., Стародворский с/с,  № 326 от 31.03.1966.
- Глиницы, д., Сновицкий с/с,  № 1086 от 22.09.1965.
- Григорево, Торчинский с/с,  № 287 от 17.03.1977.
- Доброе, с.,  № 4 от 07.01.1957. Включено в черту г. Владимира.
- Душилово, д., Стародворский с/с,  № 1086 от 22.09.1965, отменено № 151 от 14.02.1966. Объединена с д. Обращиха.
- Житково, Садовый с/с,  № 319 от 16.05.1986.
- Заберезье, д., Стародворский с/с,  № 773 от 26.06.1974.
- Знаменское, с., Яневский с/с,  № 1086 от 22.09.1965.
- Ивановское-Шуйское, Гавриловский с/с,  № 319 от 16.05.1986.
- Илларионово, Стародворский с/с,  № 287 от 17.03.1977.
- Исады, д., Лопатницкий с/с,  № 773 от 26.06.1974.
- Коровники, н.п., Романовский с/с,  № 2 от 03.01.1969. Включён в черту г. Суздаля.
- Красное, с.,  № 4 от 07.01.1957. Включено в черту г. Владимира.
- Крутец, лесная сторожка, Торчинский с/с,  № 773 от 26.06.1974.
- Латырево, д., Торчинский с/с,  № 773 от 26.06.1974.
- Левино поле, с.,   № 4 от 07.01.1957. Включено в черту г. Владимира.
- Лошино, лесная сторожка, Торчинский с/с,  № 773 от 26.06.1974.
- Луговой, пос., Лемешенский с/с,  № 382 от 15.04.1981.
- Любавка, д., Стародворский с/с,  № 773 от 26.06.1974.
- Малая сторона, д., Торчинский с/с,  № 319 от 16.05.1986. Объединена с с. Торчино.
- Михайлова Сторона, д., Кидекшанский с/с,  № 525 от 25.07.1960. Включена в черту г. Суздаля.
- Мострострой, пос., Пригородный с/с,  № 173 от 28.04.1990. Включён в черту г. Владимира.
- Никулино, с., Туртинский с/с,  № 1086 от 22.09.1965.
- Новиковка, д., Стародворский с/с,  № 1086 от 22.09.1965.
- Оликово, д., Торчинский с/с,  № 773 от 26.06.1974.
- Ольгино, д., Новоалександровский с/с,  № 849 от 20.07.1972.
- Палы (Владимирская область), Торчинский с/с,  № 319 от 16.05.1986.
- Пекол, д., Лопатницкий с/с,  № 1086 от 22.09.1965.
- Пестиха, д., Лопатницкий с/с,  № 773 от 26.06.1974.
- Печуга, лесная сторожка, Лопатницкий с/с,  № 773 от 26.06.1974.
- Прасковьино, д., Романовский с/с,  № 1086 от 22.09.1965.
- Пшеничниково, д., Клементьевский с/с,  № 849 от 20.07.1972.
- Расловское, д., Стародворский с/с,  № 773 от 26.06.1974.
- Рожново, Стародворский с/с,  № 319 от 16.05.1986.
- Самойлово, Павловский с/с,  № 287 от 17.03.1977.
- Семязино, д.,  № 543 от 11.05.1978. Включена в черту г. Владимира.
- Совхоза имени Фрунзе, пос., Павловский с/с,  № 1086 от 22.09.1965. Объединён с с. Павловское.
- Старое Быково, д., Лопатницкий с/с,  № 849 от 20.07.1972.
- Турыгино, д., Кидекшанский с/с,  № 1086 от 22.09.1965.
- Фуфайка, д., Стародворский с/с,  № 773 от 26.06.1974.
- Холодово, Лопатницкий с/с,  № 382 от 15.04.1981.
- Шпалорезка, пос., Пригородный с/с,  № 173 от 28.04.1990. Включён в черту г. Владимира.

### Юрьев-Польский район
- Адамово, с., Городищенский с/с,  № 1493 от 31.12.1971.
- Бадалово, д., Горкинский с/с,  № 1493 от 31.12.1971.
- Базловка, Федоровский с/с,  № 382 от 15.04.1981.
- Беляиха, д., Озерецкий с/с,  № 117 от 03.02.1971.
- Беречино, с., Фроловский с/с,  № 309 от 12.04.1962 и № 1086 от 22.09.1965.
- Большое Барово, с., Федоровский с/с,  № 350 от 28.06.1988.
- Бузаново, д., Горкинский с/с,  № 151 от 14.02.1966.
- Булыгино, местечко, Подолецкий с/с,  № 1086 от 22.09.1965.
- Быславль, Чековский с/с,  № 1207 от 23.11.1978.
- Вальки, местечко, Симский с/с,  № 1086 от 22.09.1965.
- Василёво, Городищенский с/с,  № 287 от 17.03.1977 и № 1207 от 23.11.1978.
- Вельяминово, д., Фроловский с/с,  № 309 от 12.04.1962 и № 1086 от 22.09.1965.
- Вески, д., Калининский с/с,  № 117 от 03.02.1971.
- Власьево, Кучковский с/с,  № 362 от 21.03.1975.
- Волокитино, д., Фроловский с/с,  № 1086 от 22.09.1965.
- Восточный пос., Городищенский с/с,  № 287 от 17.03.1977.
- Вындово, Городищенский с/с,  № 1207 от 23.11.1978.
- Выремша, Небыловский с/с,  № 287 от 17.03.1977.
- Вышковец, Шихобаловский с/с,  № 287 от 17.03.1977.
- Глебовка, Горкинский с/с,  № 1207 от 23.11.1978.
- Глотово, с., Матвейщевский с/с,  № 350 от 28.06.1988.
- Гнездово, д., Краснозареченский с/с,  № 679 от 05.11.1984.
- Головино, Городищенский с/с,  № 319 от 16.05.1986.
- Голянищево, Городищенский с/с,  № 1207 от 23.11.1978.
- Городищи, Краснозареченский с/с,  № 319 от 16.05.1986.
- Даниловское, с., Городищенский с/с,  № 287 от 17.03.1977.
- Денисьево, Небыловский с/с,  № 319 от 16.05.1986.
- Добрячево, с, Мало-Лучинский с/с,  № 623 от 10.06.1976.
- Дунаевка, с., Фроловский с/с,  № 623 от 10.06.1976.
- Душилово, д., Небыловский с/с,  № 773 от 26.06.1974.
- Егорий, Шипиловский с/с,  № 382 от 15.04.1981.
- Задорова, лесная сторожка, Кучковский с/с,  № 1086 от 22.09.1965.
- Захаровка, Кучковский с/с,  № 382 от 15.04.1981.
- Зелёная Поляна, пос., Никульский с/с,  № 117 от 03.02.1971.
- Иваньково, д., Фроловский с/с,  № 309 от 12.04.1962 и № 1086 от 22.09.1965.
- Ивачево, Горкинский с/с,  № 1207 от 23.11.1978.
- Ильинское, д., Шихобаловский с/с,  № 773 от 26.06.1974.
- Каблуково, с., Горкинский с/с,  № 773 от 26.06.1974.
- Комынка, д., Фроловский с/с,  № 309 от 12.04.1962 и № 1086 от 22.09.1965.
- Карпово, д., Горкинский с/с,  № 773 от 26.06.1974.
- Катезино, Кучковский с/с,  № 362 от 21.03.1975.
- Кинобол, с., Городищенский с/с,  № 350 от 28.06.1988.
- Кинья, д., Городищенский с/с,  № 1493 от 31.12.1971.
- Колодово, д., Фроловский с/с,  № 309 от 12.04.1962 и № 1086 от 22.09.1965.
- Конезавода № 48 центральной усадьбы, пос., Фроловский с/с,  № 1086 от 22.09.1965. Объединен с с. Косинское.
- Краски, Горкинский с/с,  № 382 от 15.04.1981.
- Крупиново, лесная сторожка, Симский с/с,  № 1086 от 22.09.1965.
- Кузнецово, лесная сторожка, Подолецкий с/с,  № 1086 от 22.09.1965.
- Кузьминское, Матвейщевский с/с,  № 287 от 17.03.1977.
- Куркино, лесная сторожка, Подолецкий с/с,  № 1086 от 22.09.1965.
- Курчево, д., Кучковский с/с,  № 773 от 26.06.1974.
- Лосева, лесная сторожка, Подолецкий с/с,  № 1086 от 22.09.1965.
- Малое Барово, д., Никульский с/с,  № 117 от 03.02.1971.
- Марцино, д., Фроловский с/с,  № 1086 от 22.09.1965.
- Маслово, д., Кучковский с/с,  № 117 от 03.02.1971.
- Матвеевка, д., Кучковский с/с,  № 350 от 28.06.1988.
- Медведево, лесная сторожка, Подолецкий с/с,  № 1086 от 22.09.1965.
- Мемиха-Раздолье, д., Подолецкий с/с,  № 773 от 26.06.1974.
- Михальцево, Кучковский с/с,  № 1207 от 23.11.1978.
- Михали, д., Калининский с/с,  № 117 от 03.02.1971.
- Набережный, пос., Кучковский с/с,  № 117 от 03.02.1971.
- Некоморно (Некомарно), с., Красносельский с/с,  № 583 от 11.06.1979.
- Нестеровской ГЭС, пос., Симский с/с,  № 1086 от 22.09.1965.
- Новая, д., Шипиловский с/с,  № 679 от 05.11.1984.
- Ново-Никольское, д., Красносельский с/с,  № 773 от 26.06.1974.
- Новониколаевское (Юрьев-Польский район), с., Подолецкий с/с,  № 679 от 05.11.1984.
- Новосёлка, Кучковский с/с,  № 362 от 21.03.1975.
- Новосёлка, д., Дроздовский с/с,  № 309 от 12.04.1962.
- Новосёлка, д., Красносельский с/с,  № 1086 от 22.09.1965.
- Орловка, д., Кучковский с/с,  № 309 от 12.04.1962 и № 1086 от 22.09.1965.
- Перелоги, Шихобаловский с/с,  № 287 от 17.03.1977.
- Пестово, Матвейщевский с/с,  № 382 от 15.04.1981.
- Подгорная, д., Кучковский с/с,  № 679 от 05.11.1984.
- Покров, Кучковский с/с,  № 362 от 21.03.1975.
- Полуисаково, Горкинский с/с,  № 319 от 16.05.1986.
- Полунова, лесная сторожка, Фроловский с/с,  № 1086 от 22.09.1965.
- Поповка, Симский с/с,  № 1207 от 23.11.1978.
- Пригородный, пос., Красносельский с/с,  № 617 от 29.05.1969. Включен в черту г. Юрьев-Польского (?).
- Пушкино, Небыловский с/с,  № 382 от 15.04.1981.
- Ратьково, Городищенский с/с,  № 1207 от 23.11.1978.
- Секерино, д., Фроловский с/с,  № 1086 от 22.09.1965. Объединена с с. Косинское.
- Силантьева хутор, лесная сторожка, Подолецкий с/с,  № 1086 от 22.09.1965.
- Скородумка, д., Никульский с/с,  № 1086 от 22.09.1965.
- Смердово, Красносельский с/с,  № 287 от 17.03.1977.
- Совхоза им.17 партсъезда Дроздовского отделения, пос., Красносельский с/с,  № 151 от 14.02.1966. Объединен с д. Дроздово.
- Совхоза «Леднево» центральной усадьбы, пос., Никульский с/с,  № 1086 от 22.09.1965. Объединен с с. Федоровское.
- Совхоза «Рябининский» центральной усадьбы, пос., Горкинский с/с,  № 1086 от 22.09.1965. Объединен с с. Горки.
- Старо-Николаевка, д., Подолецкий с/с,  № 1086 от 22.09.1965.
- Старо-Николаевское, д., Подолецкий с/с,  № 326 от 31.03.1966.
- Старый завод, местечко, Симский с/с,  № 1086 от 22.09.1965.
- Стряпково, Матвейщевский с/с,  № 382 от 15.04.1981.
- Субботино, д., Подолецкий с/с,  № 679 от 05.11.1984.
- Торлова, хутор, Фроловский с/с,  № 947 от 17.08.1970.
- Туково, д., Горкинский с/с,  № 151 от 14.02.1966.
- Туково, с., Подолецкий с/с,  № 350 от 28.06.1988.
- Уварово, д., Шихобаловский с/с,  № 773 от 26.06.1974.
- Федосеиха, д., Матвейщевский с/с,  № 773 от 26.06.1974.
- Чагино, Горкинский с/с,  № 1207 от 23.11.1978.
- Чернево, пос., Симский с/с,  № 1236 от 19.12.1980.
- Чураково, Горкинский с/с,  № 319 от 16.05.1986.
- Чурилово, Небыловский с/с,  № 350 от 28.06.1988.
- Шетнево, д., Красносельский с/с,  № 1086 от 22.09.1965.
- Ярышево, д., Небыловский с/с,  № 773 от 26.06.1974.